# Hufeisensiedlung

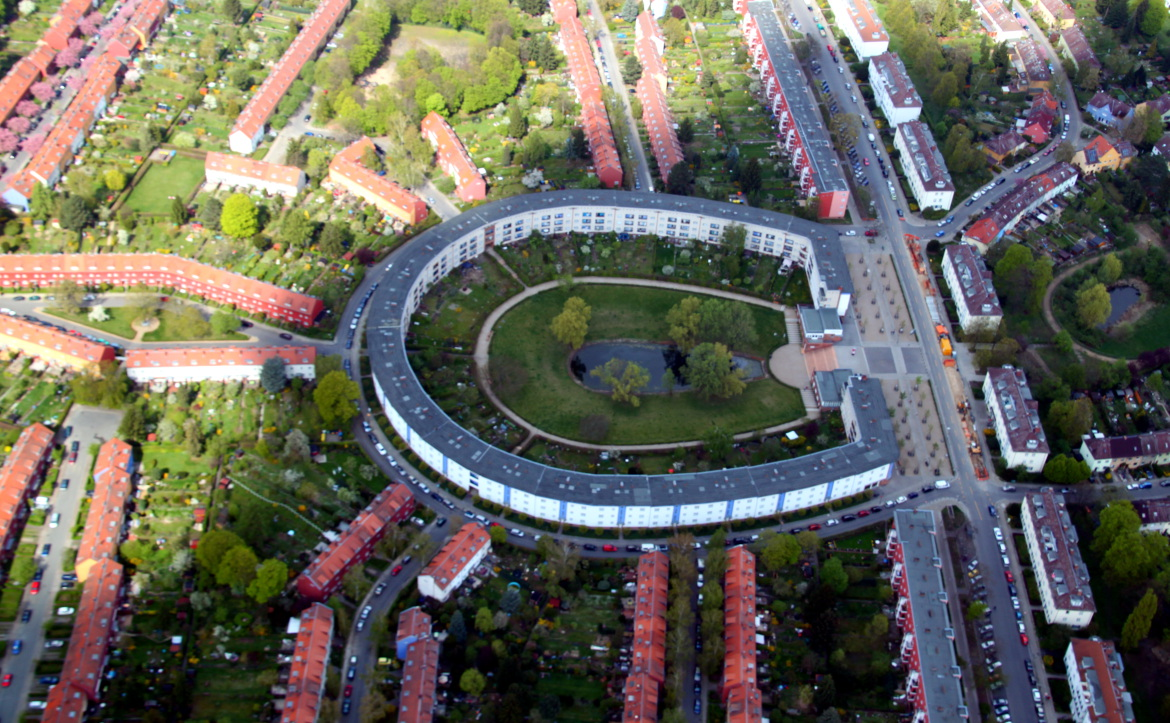
Bauabschnitte I + II rund um das Hufeisen, 2014

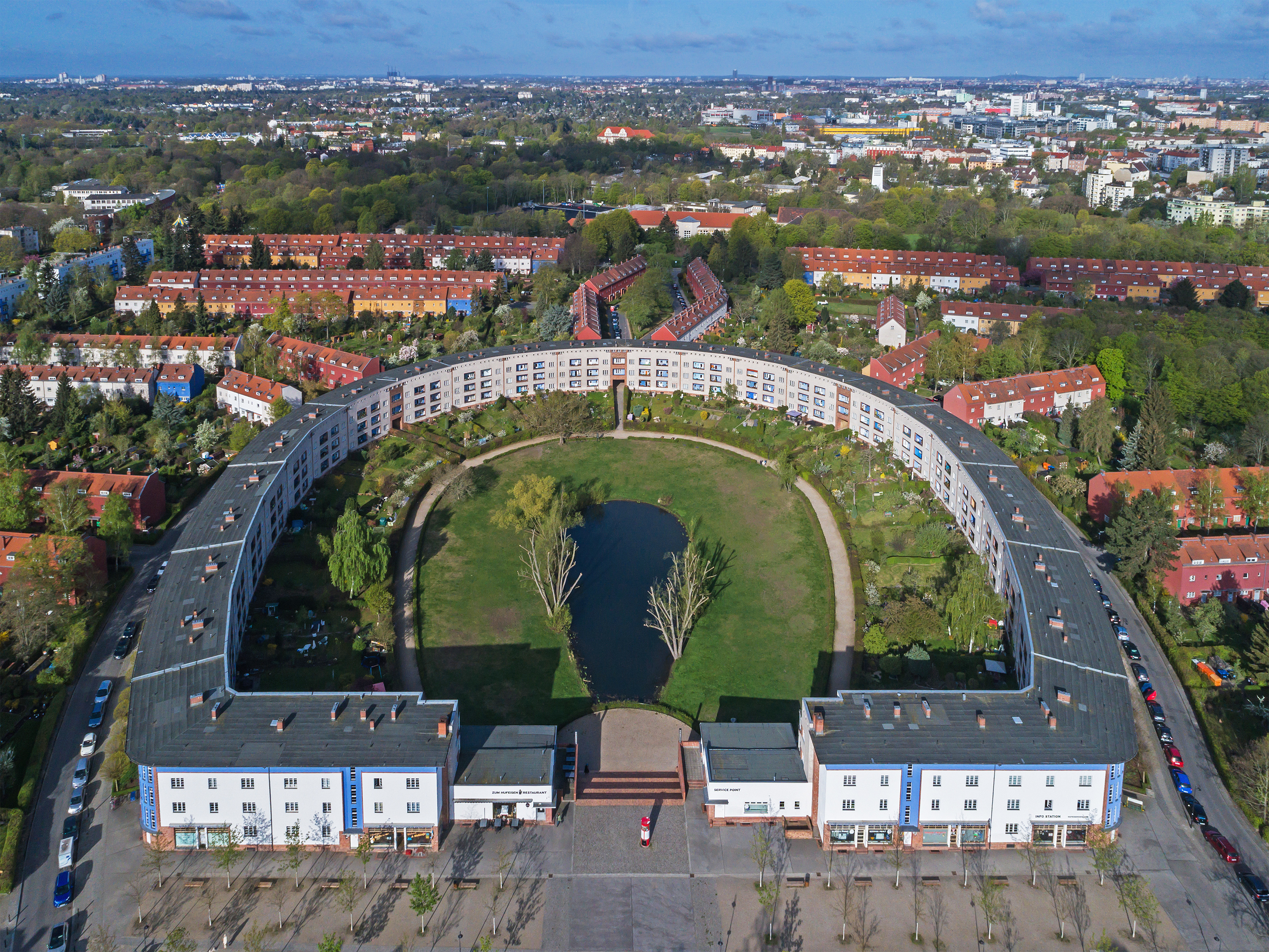
Ansicht von der Frontseite

Die Hufeisensiedlung im Berliner Ortsteil Britz des Bezirks Neukölln ist eine Siedlung des sozialen Wohnungsbaus, die zwischen 1925 und 1933 gebaut wurde. Seit 2008 ist sie UNESCO-Welterbe.
Sie entstand nach Plänen des Architekten Bruno Taut, des Architekten und späteren Berliner Stadtbaurats Martin Wagner sowie des Gartenarchitekten Leberecht Migge. Sie ist eines der ersten Projekte des sozialen Wohnungsbaues und gilt als eine Ikone des modernen Städtebaus und des Neuen Bauens.

## Geschichtlicher und gesellschaftlicher Hintergrund

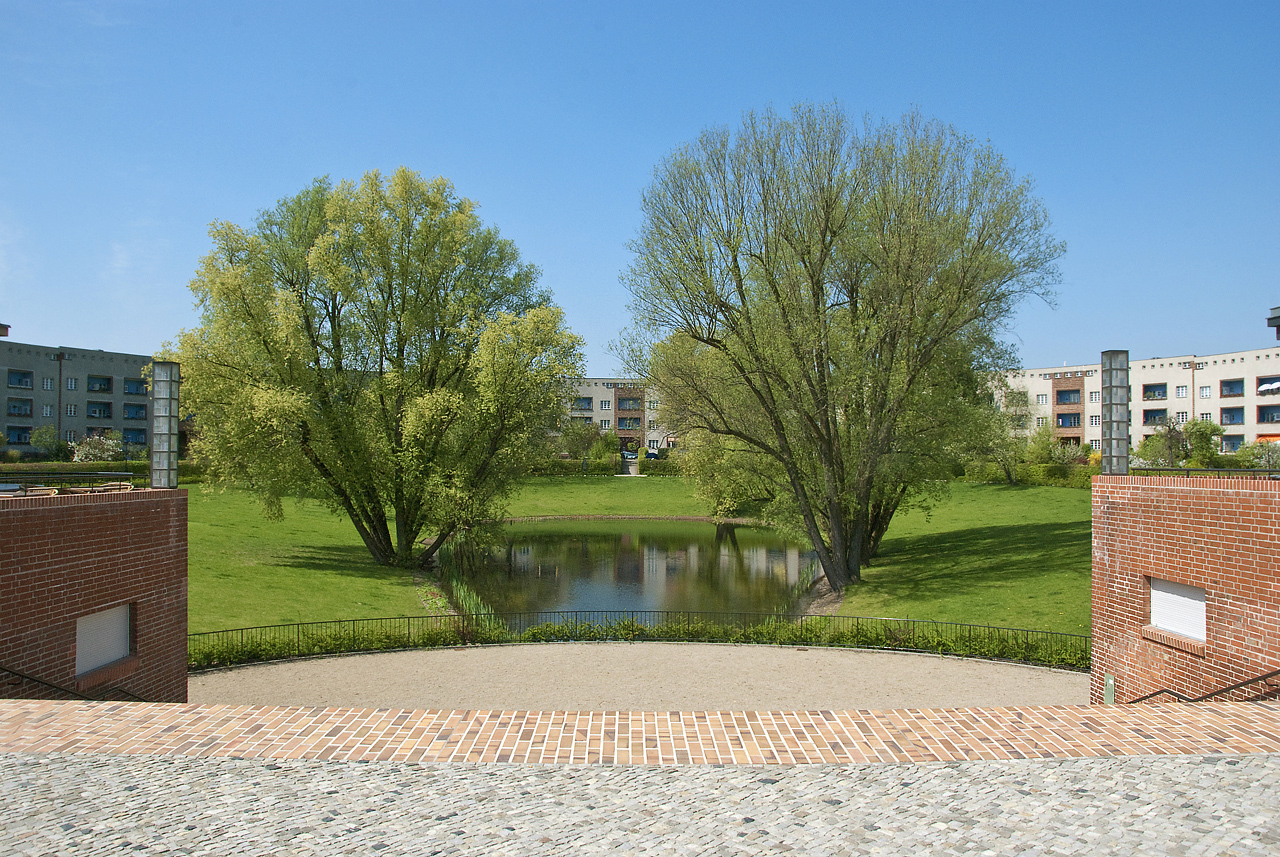
Blick von der Freitreppe ins Innere des „Hufeisens“

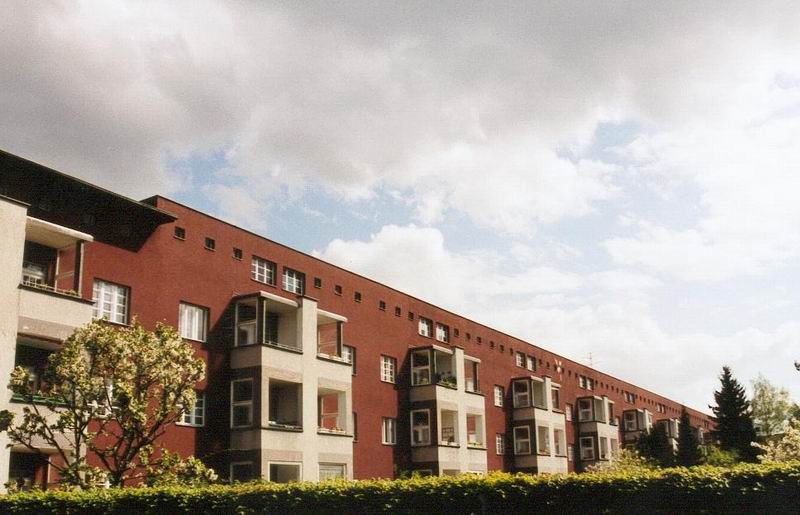
Die „Rote Front“ der Hufeisensiedlung (Rückseite)

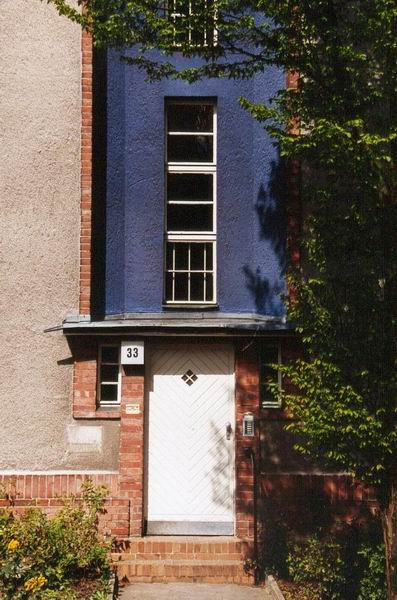
Farbige Fassaden in der Hufeisensiedlung

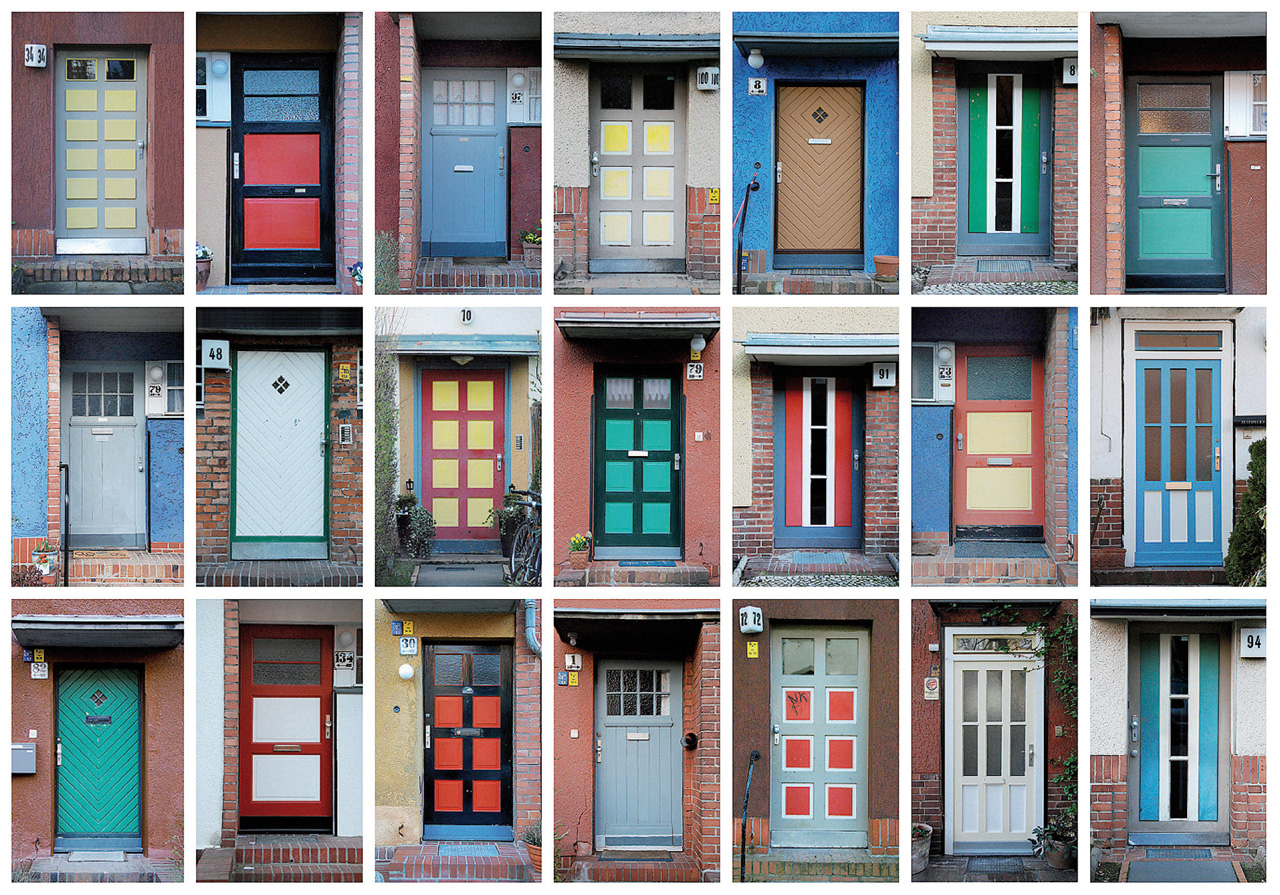
Farbgebung und Bauart verschiedener Türen und Eingangsbereiche

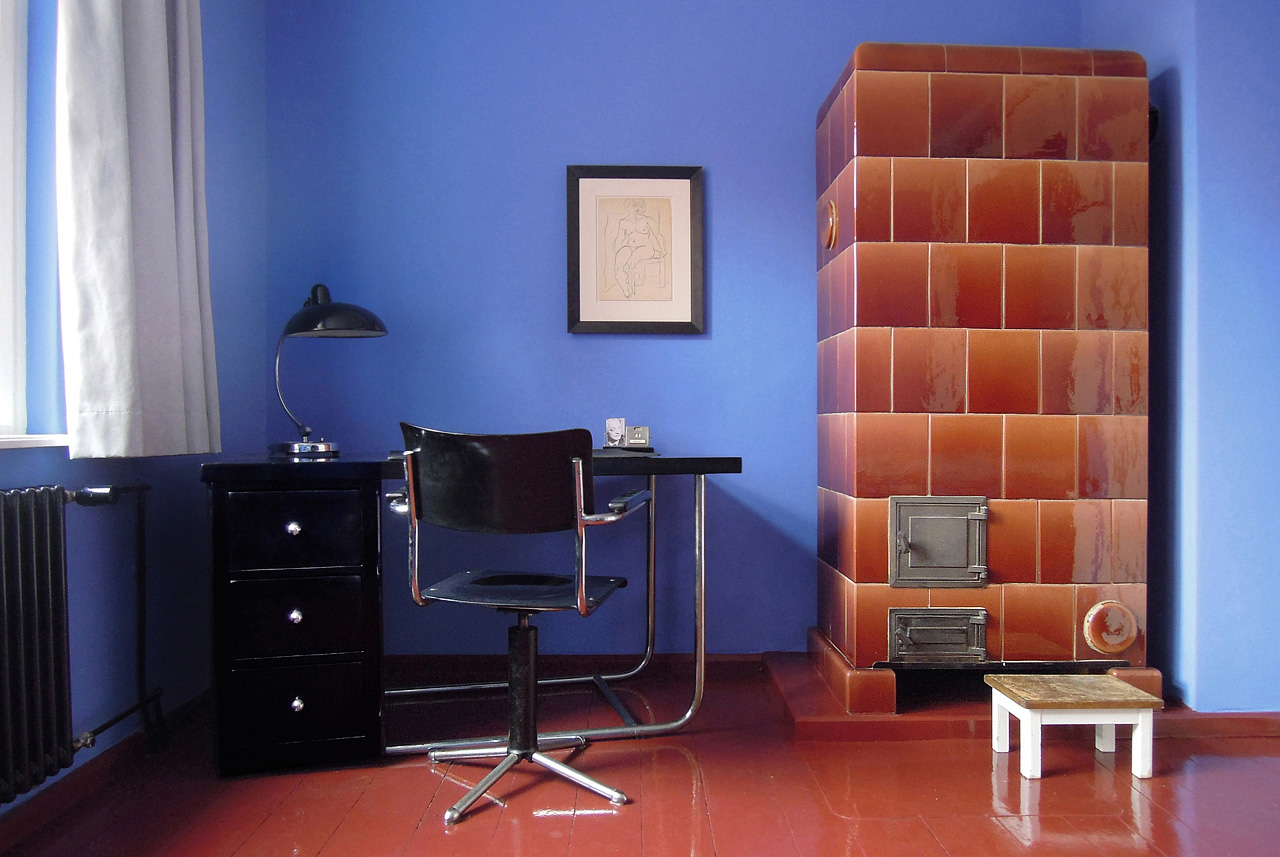
Interieur des denkmalgerecht restaurierten und im Stil der Zeit möblierten Ferienhauses „Tautes Heim“

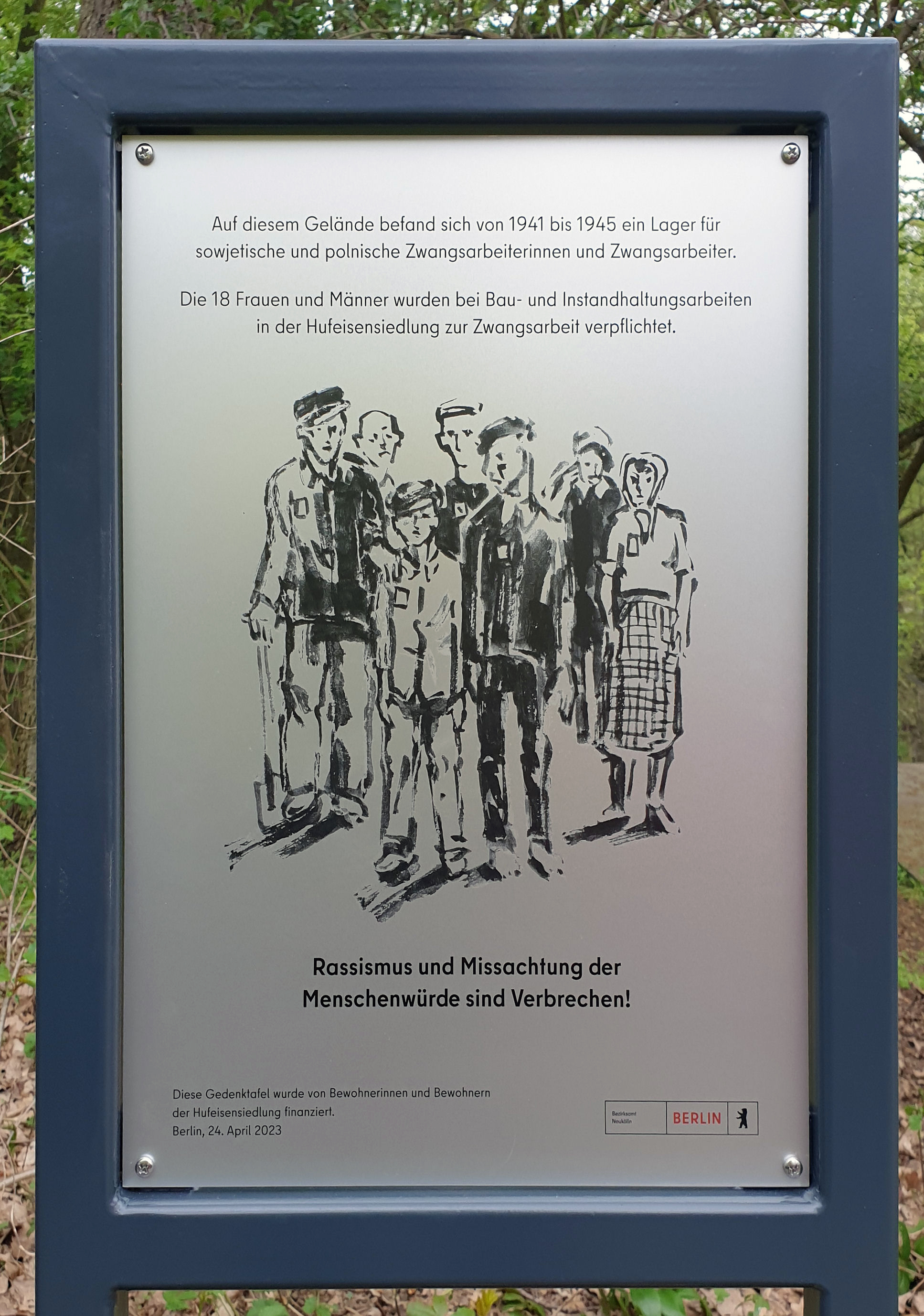
Gedenktafel für das Zwangsarbeiterlager in der Onkel-Bräsig-Straße

Nach dem Ersten Weltkrieg stieg der Zuzug nach Berlin durch die Kriegsfolgen und aufgrund der allgemeinen Arbeitslosigkeit stark an: Die Gebietsverluste und die weitgehend aufgelöste Armee führten zu Flüchtlingsströmen und zusätzlichem Wohnraumbedarf. Sehr viele Wohnungen waren stark überbelegt, obwohl beispielsweise eine Einzimmerwohnung mit Küche erst bei fünf Bewohnern als überbelegt galt. Anfang der 1920er Jahre fehlten mehr als 100.000 Wohnungen in der Stadt. Die damals praktisch ausschließlich private Bautätigkeit konnte den Bedarf nicht decken.
Von 1921 bis 1928 entstanden deshalb zahlreiche Baugenossenschaften, die auf nicht-kommerzieller Grundlage und mit sozialreformerischen Ansätzen versuchten, die Wohnungsnot zu beseitigen. Es sollte dabei günstiger und hochwertiger Wohnraum geschaffen werden, der zudem eine gute Verkehrserschließung aufweisen sollte. Das war nur durch großflächigen Siedlungsbau möglich. Die Hufeisensiedlung ist ein erstes Beispiel für sozialen Wohnbau und war eine enorme Herausforderung für Architekten und Stadtplaner.
Aufgrund der 1925 novellierten Bauordnung für Groß-Berlin entstanden in den Folgejahren 17 Großsiedlungen, die eine hohe Wohndichte, aber auch die geforderten besseren Wohnbedingungen aufwiesen und von denen die Hufeisensiedlung eine der bekanntesten ist.
Während der NS-Zeit befand sich in der Hufeisensiedlung ein Zwangsarbeitslager.
Obwohl während des Zweiten Weltkriegs alliierte Bombenangriffe auf Britz und Umgebung beträchtliche Zerstörungen hinterließen, trug die Hufeisensiedlung nur leichtere Schäden davon, so dass die ursprüngliche Bausubstanz nicht verändert wurde und das authentische Erscheinungsbild erhalten blieb, zumal auch auf nachträgliche An- und Neubauten verzichtet wurde.

## Die Hufeisensiedlung
Auf dem Gebiet des ehemaligen Rittergutes Britz sollte eine Siedlung mit etwa 2000 Wohnungen entstehen. Bruno Taut war als verantwortlicher Architekt und Stadtplaner der damals gemeinnützigen Wohnungsbaugesellschaft GEHAG für die Planung der einen Hälfte der Großsiedlung mit dem Hufeisen als Mittelpunkt verantwortlich. Zusammen mit Stadtbaurat Martin Wagner entwickelte er das stadtplanerische Konzept der Hufeisensiedlung. Beide Anhänger des Neuen Bauens wollten industrielle Arbeitsmethoden im großen Stil auf das Bauwesen übertragen. Typisierte Wohnungen und Gebäude sowie Großproduktion sollten dessen Vorteile herausstellen. Martin Wagner nutzte den Bau der Siedlung als Möglichkeit für Studien über wirtschaftliches Bauen.
Taut brachte bei der Planung seine Erfahrungen mit der gemeinsam mit Ludwig Lesser geplanten Gartenstadt Falkenberg ein. Trotz hoher Dichte und Betonung des Stadtraumes wird den Grün- und Freibereichen ein hoher Stellenwert eingeräumt. Mit der Freiraumplanung der Hufeisensiedlung wurde der Gartenarchitekt Leberecht Migge beauftragt, zur Ausführung kamen jedoch die Pläne des Neuköllner Gartenamtsleiters Ottokar Wagler, die in Teilen auf die Planungen Migges aufbauten, allerdings etwa den Grünanlagen im Hufeisen stärker repräsentativen Charakter zuwiesen und damit Migges Planungen zum öffentlichen Nutzwert von Grün- und Teichfläche ignorierten. Die Grünanlage umfasst einen öffentlichen Teil im Zentrum sowie direkt an die Häuser angeschlossene private Gärten. Diese wurden in Hinblick auf ein geschlossenes Bild nach einem Grundlagenplan von Migge gestaltet.
Das rund 350 Meter lange, aus mehreren gleichartigen Modulen hufeisenförmig gebogene Hauptgebäude umschließt einen Pfuhl, eine aus der Eiszeit übriggebliebene und in ihrem Uferverlauf leicht begradigte Grundwassersenke. Rund um das im Zentrum des ersten und zweiten Bauabschnitts liegende „Hufeisen“ gruppieren sich mehrere auf den zentralen Bau bezogene Straßenzüge in Zeilenbauweise. Eine weitere interessante städtebauliche Figur findet sich auf der Westseite des Hufeisens mit der rhombenförmigen Platzanlage, die „Hüsung“, die Ähnlichkeiten mit einem Angerdorf aufweist und in ihrer Namensgebung auf das Werk Fritz Reuters verweist.

## Bauabschnitte und Formensprache
Die Hufeisensiedlung wurde zwischen 1925 und 1933 in insgesamt sieben Bauabschnitten errichtet. Der zwischen 1925 und 1930 errichtete Kernbereich der denkmalgeschützten Siedlung erstreckt sich über insgesamt sechs Bauabschnitte und rund 29 Hektar Fläche. Er wurde mit 1285 Wohnungen, die meistens in straßenbegleitend gesetzten dreigeschossigen Bauten untergebracht sind, sowie 679 jeweils mit Gärten versehenen Reihenhäusern bebaut. Der nach 1932 errichtete siebte Bauabschnitt befindet sich südöstlich der Kreuzung Fritz-Reuter-Allee und Parchimer Allee und entstand ohne Beteiligung Bruno Tauts. Bau- und kulturhistorisch interessant ist besonders der Vergleich der ersten beiden Bauabschnitte nördlich der Parchimer Allee mit dem gegenüberliegenden südlich gelegenen sechsten Bauabschnitt. Hier sind wie an keinem anderen Ort in Berlin die architektonischen Leitbilder der Entstehungszeit – Gartenstadtbewegung, Reformwohnungsbau und Neues Bauen – direkt ablesbar.
Zeigt sich bei den im ersten und zweiten Bauabschnitt rund um das Hufeisen errichteten 472 Reihenhäusern eher eine idyllisch-dörfliche, von Gartenstadt-Motiven inspirierte Anmutung mit ziegelgedeckten Giebeldächern, Sprossenfenstern und nach hinten gelegenen, auch über schmale Wirtschaftswege erreichbaren Hausgärten, so wirkt das Bild des südlich der Parchimer Allee beginnenden sechsten Bauabschnitts urbaner und rückt formal deutlicher in die Nähe des Neuen Bauens. Auch die Dächer der von 1929 bis 1930 erbauten in zwei mal sieben Zeilen angeordneten 207 Reihenhäuser sind jetzt als flaches Pultdach ausgeführt, die Fensterflächen sind größer und wurden als „Kämpfer-Pfosten“-Konstruktionen realisiert und im Bereich der Küchenfenster horizontal asymmetrisch gegliedert. Die Gärten verlegte man ab 1929 auf die Vorderseite. Entlang der die Häuser erschließenden Stichwege zeigt sich die für den späteren Siedlungsbau typische Zeilenbauweise.
Knapp 200 Meter weiter östlich, entlang der Buschkrugallee finden sich die von 1927 bis 1929 errichteten Bauabschnitte 3–5. Bei den Bauten dieser Bauabschnitte handelt es sich ausschließlich um den gleichen Typus, wie er schon zu den größeren Straßen entlang der Ränder des ersten, zweiten und sechsten Bauabschnitts errichtet wurde – straßenbegleitende, ebenfalls flach gedeckte dreigeschossige Wohnhäuser mit Eineinhalb- und Zweieinhalbzimmerwohnungen und halbhohem Trockengeschoss.

## Farbigkeit, Inneneinrichtung und besondere Angebote
Bei allen Gebäuden und Bauabschnitten arbeitete Bruno Taut zusätzlich mit wenigen einfachen, aber effektiven Mitteln, wie etwa gelben und roten Klinkerverblendungen an den Gebäudeecken, dezent abknickende oder gekrümmten Straßenfluchten oder in der Zeile leicht vor- oder zurückspringende Häusergruppen. Identitätsstiftend ist aber vor allem die für Taut besonders typische und kontrastreiche Farbgebung. Taut ließ den Außenraum der Siedlung durch den Einsatz von baulich dezent und farbig deutlich variierten Fassaden bewusst gestalten. Die lange Front der Fritz-Reuter-Allee war in „Berliner Rot“ (ochsenblutfarben) gestrichen und wird deshalb im Volksmund „Rote Front“ genannt. Unterbrochen und gegliedert wird die Fassade durch hervorspringende, farblich abgesetzte und mit einem vertikalen Band quadratisch geschnittener Fensternischen durchsetzte Treppenhäuser. Die Eingänge des Hufeisens wurden durch kräftiges Blau betont. Die Farbgestaltung rief zur damaligen Zeit viel Kritik hervor, ist inzwischen aber ein liebgewonnenes Markenzeichen der Siedlung. Sie umfasst nicht nur die Putzflächen der Häuser, sondern schließt auch die sehr varianten-, farb- und kontrastreich gestalteten Fenster und Eingangsbereiche mit ein.
Auch im Innenbereich herrschten zur Bauzeit kräftige Farben vor. Die intensive Farbigkeit sollte unnötige Tapeten ersetzen und variierte vermutlich je nach Lichteinfall und Funktion des Raums. Auch traten die heute nur noch in Ausnahmefällen partiell erhaltenen Farben zur Bauzeit in Bezug mit den, damals in allen Wohnräumen vorhandenen, nicht minder farbintensiven Kachelöfen. Eine besondere Möglichkeit für Besucher, die Originalfarbigkeit und gestalterischen Vorstellungen Bruno Tauts einige Tage am konkreten Objekt zu erleben, bietet seit 2012 das Ferienhaus „Tautes Heim“, das von zwei engagierten Bewohnern originalgerecht wiederhergestellt und im Stil der 1920er Jahre mit vielen bauzeitlichen Originalen und Nachbauten möbliert wurde. Das Haus wird nur vermietet und ist nicht als Museum zugänglich. Für besondere Verdienste um den Denkmalschutz wurde es 2013 mit dem European Prize for Cultural Heritage / Europa Nostra Award sowie dem Berliner Denkmalpreis, der Ferdinand-von-Quast-Medaille ausgezeichnet.
Im zentralen rechten Kopfbau des Hufeisens befindet sich in einem Ladenlokal ein Café mit einer kleinen Ausstellung zur Geschichte der Siedlung, die sich als Einstieg für einen Besuch der anderen Siedlungen der Berliner Moderne eignet und auch eine Auswahl an Fachliteratur bereithält.

## Bedeutung, Erhaltungszustand und Eigentumssituation
Die Hufeisensiedlung war richtungsweisend für die Siedlungsarchitektur der 1920er und 1930er Jahre und ist auch heute noch trotz der relativ kleinen Wohnflächen zwischen 49 m² und 124 m² nicht nur eine architektonische Ikone von Weltrang, sondern auch ein beliebtes und attraktives Wohngebiet. Mit Ausnahme des zentralen Hufeisens sind alle Bauten zu Zeilen aufgereiht und jedem Haus ist ein eigener Mietergarten zugeordnet. Die Gesamtanlage ist sehr grün und befindet sich in unmittelbarer Nähe zu dem seit 2010 projektierten neuen Kulturstandort Schloss- und Gutshof Britz. Beim Flanieren durch die Siedlung wird deutlich, wie wichtig speziell die Gestaltung der Vorgärten war und ist. Alle Vorgärten im ersten und zweiten Bauabschnitt wurden durch Ligusterhecken umschlossen und jede Straße erhielt eine eigene Baumsorte. Heute sind die für das Bild einzelner Straßen typischen Baumsorten nur noch lückenhaft vorhanden, da sie in den 1970er Jahren teilweise durch Parkplätze ersetzt wurden. Auch die nach hinten gelegenen Hauptgärten und die Gärten des sechsten Bauabschnitts erhielten eine durchgängige Grundbepflanzung, von der besonders die in zwei Reihen durchgängig gepflanzten Obstbäume das lebendige Bild der Siedlung prägten.
Bis 2000 war die Siedlung im Besitz der als kommunales Wohnungsbauunternehmen gegründeten GEHAG. Seither werden die 679 Reihenhäuser bei Auszug der Mieter als Einzeleigentum veräußert. Das Hufeisen selbst sowie alle Geschosswohnungsbauten befinden sich nach wie vor im Eigentum der GEHAG, die unter dem Dach ihres Rechtsnachfolgers, der Deutsche Wohnen AG, fortgeführt wird.
In den 1990er Jahren wurde die Siedlung saniert und als Bauensemble unter Denkmalschutz gestellt. Seit 2010 ist sie außerdem als eigenständiges Gartendenkmal in die Berliner Denkmalliste eingetragen. Der Erhalt des Denkmals als homogenes Ensemble liegt infolge der Privatisierung heute nicht mehr allein in den Händen der GEHAG, sondern obliegt zusätzlich der Verantwortung vieler hundert Einzeleigentümer der Reihenhäuser. Zwar existieren denkmalpflegerische Bestandsgutachten zum Erhalt der einzelnen Siedlungselemente, trotzdem stellt die komplexere Eigentumsstruktur alle Beteiligten vor organisatorische Herausforderungen. Um die Reihenhäuser und die begleitenden Gärten der Siedlung in ihrem kulturhistorischen Wert zu erhalten, wurde daher 2010 auf Initiative eines lokalen Fördervereins und mit Mitteln aus dem Bundesinvestitionsprogramms Nationale UNESCO-Welterbestätten eine webbasierte Informationsplattform geschaffen, die mit zahlreichen Plandetails und hausindividuellen Vorgaben zu Farb-, Material- und Pflanzenwahl zur Erhaltung des homogenen Erscheinungsbildes beitragen soll. Auch bei den farbigen Fassadenfarben, energetischen Optimierungen und der denkmalgerechten Wiederherstellung der öffentlichen Grün- und Freiflächen konnte auf Mittel des Investitionsprogramms zurückgegriffen werden.
2008 wurde die Hufeisensiedlung gemeinsam mit fünf anderen Berliner Wohnsiedlungen zum UNESCO-Welterbe Siedlungen der Berliner Moderne ernannt. Die seit 2010 zudem als Gartendenkmal eingetragene Siedlung ist außerdem Teil der ab 1925 in direkter Konkurrenz zweier unterschiedlicher Wohnungsbaugesellschaften (GEHAG und Degewo) errichteten Großsiedlung Britz. Der dem Hufeisen gegenüberliegende Bauteil der DeGeWo, die sogenannte „Krugpfuhlsiedlung“, wurde ebenfalls ab 1925 errichtet und von den Architekten Ernst Engelmann und Emil Fangmeyer in deutlich traditionellerer Formensprache entworfen.

## Gutachten und sonstige Quellen
- Großsiedlung Britz (Hufeisensiedlung). Dokumentation und Rekonstruktion des Originalzustandes. Grundlage für zukünftige Erneuerungs- und Instandhaltungsmaßnahmen im Rahmen des Denkmalschutzes. Angefertigt von der Architekturwerkstatt Helge Pitz-Winfried Brenne (Band 1 Planungs- und Baugeschichte von A. Jaeggi und J. Tomisch). Gutachten im Auftrag der Gemeinnützigen Heimstätten AG. 11 Bde. Berlin 1984–1991
- Katrin Lesser: Untersuchung der denkmalgeschützten Freiflächen und Konzeption für den zukünftigen Umgang. Band 1 – Gutachtentext, historische Karten und Pläne, Luftbilder. Band 2 – Historische und aktuelle Fotos. Gutachten im Auftrag des Landesdenkmalamtes Berlin, Klaus-Henning von Krosigk, Klaus Lingenauber. Berlin 2003
- Katrin Lesser: UNESCO-Welterbe Hufeisensiedlung. Untersuchung der denkmalgeschützten Freiflächen und Konzeption für den zukünftigen Umgang. Band 1 – Gutachtentext, historische Karten und Pläne, Luftbilder. Band 2 – Historische und aktuelle Fotos. Aktualisierung Bauabschnitte I und II. Ergänzung Bauabschnitte III–V und VI. Gutachten im Rahmen des Investitionsprogrammes Nationale UNESCO-Welterbestätten im Auftrag des BBSR. Berlin 2009/2010
- Ben Buschfeld: Ausstellung in der Info-Station Hufeisensiedlung (Fritz-Reuter-Allee 44, 12359 Berlin), Berlin 2012, Ausstellung erstellt im Auftrag der Deutsche Wohnen AG im Rahmen des Investitionsprogramms Nationale UNESCO-Welterbestätten (vgl. auch hier).
- Umfangreiche Bibliografie unter: Literaturliste zur Großsiedlung-Britz